# Umetnost veštačke inteligencije
Umetnost veštačke inteligencije je svako vizuelno umetničko delo nastalo korišćenjem programa veštačke inteligencije (AI) kao što su modeli pretvaranja teksta u sliku.
Umetnici su počeli da stvaraju umetnost veštačke inteligencije sredinom do kraja 20. veka, kada je disciplina osnovana. Početkom 21. veka, dostupnost AI umetničkih alata široj javnosti se povećala, pružajući mogućnosti za korišćenje van akademskih krugova i profesionalnih umetnika. Tokom svoje istorije, umetnost veštačke inteligencije je izazvala mnoga filozofska pitanja, uključujući i ona koja se odnose na autorska prava, prevaru i njen uticaj na tradicionalne umetnike, uključujući njihove prihode.